# Intracoastal Waterway
L'Intracoastal Waterway (voie navigable intracôtière) est un réseau de canaux et de voies d'eau situé le long du littoral américain de l'océan Atlantique et du golfe du Mexique. Il fait partie du Great Loop (la Grande Boucle) qui ceinture la moitié orientale du continent nord-américain. Certaines sections de ce réseau sont des baies, des rivières et des détroits naturels, d'autres ont été aménagées par les Hommes. L'Intracoastal Waterway débute à la fleuve Manasquan dans l'État du New Jersey et se termine à Brownsville, au Texas. Les bateaux qui empruntent le réseau ne paient pas de droits particuliers, mais doivent s'acquitter d'une taxe sur les carburants qui permet de financer l'entretien des installations.
La création de l'Intracoastal Waterway a été décidée par le Congrès américain en 1919. Le réseau est géré par le Corps du génie de l'armée des États-Unis.  Il offre une route navigable sur toute sa longueur sans les nombreux dangers des voyages en haute mer.

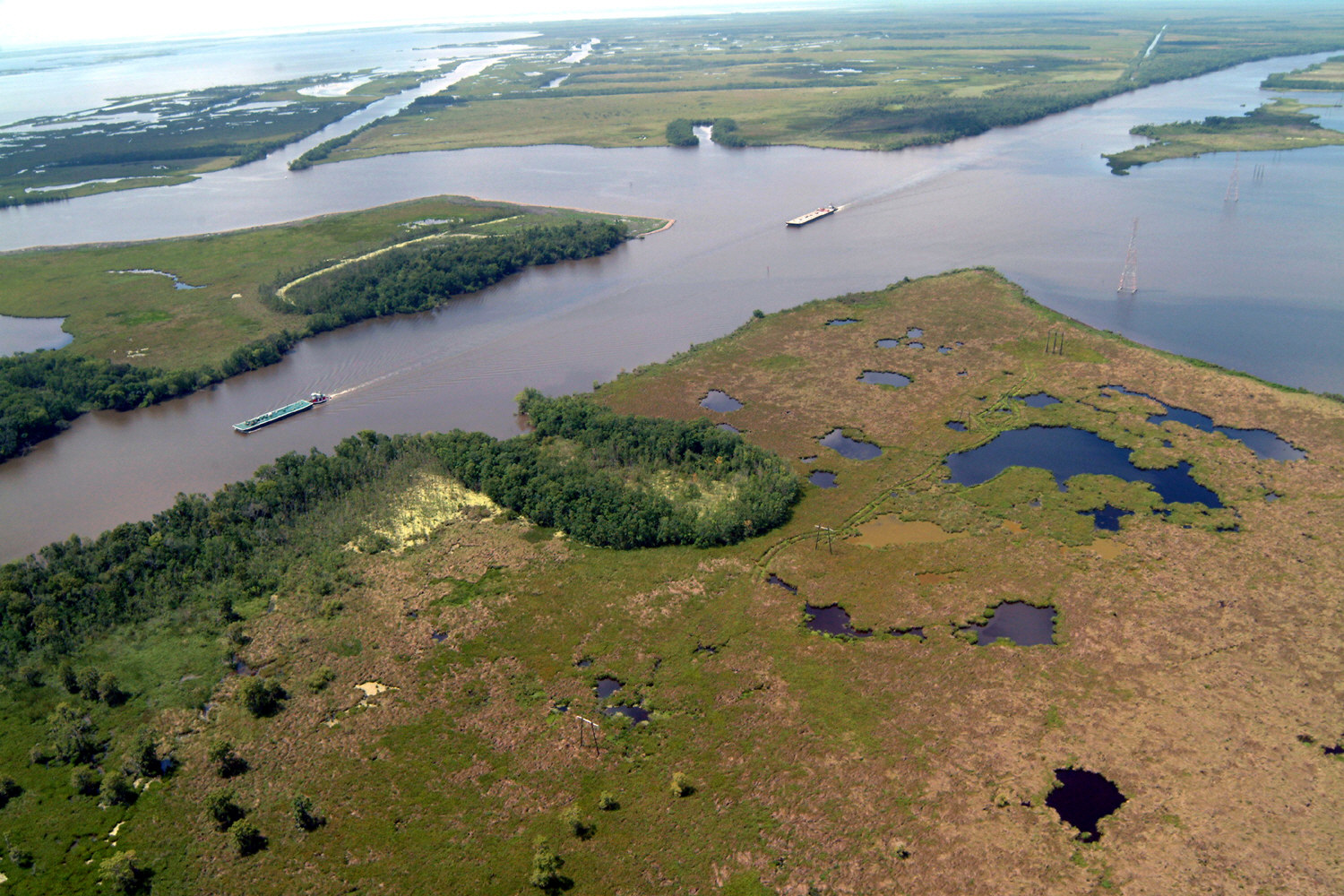
Le Gulf Intracoastal Waterway à son intersection avec Bayou Perot, sur le chemin de La Nouvelle-Orléans.
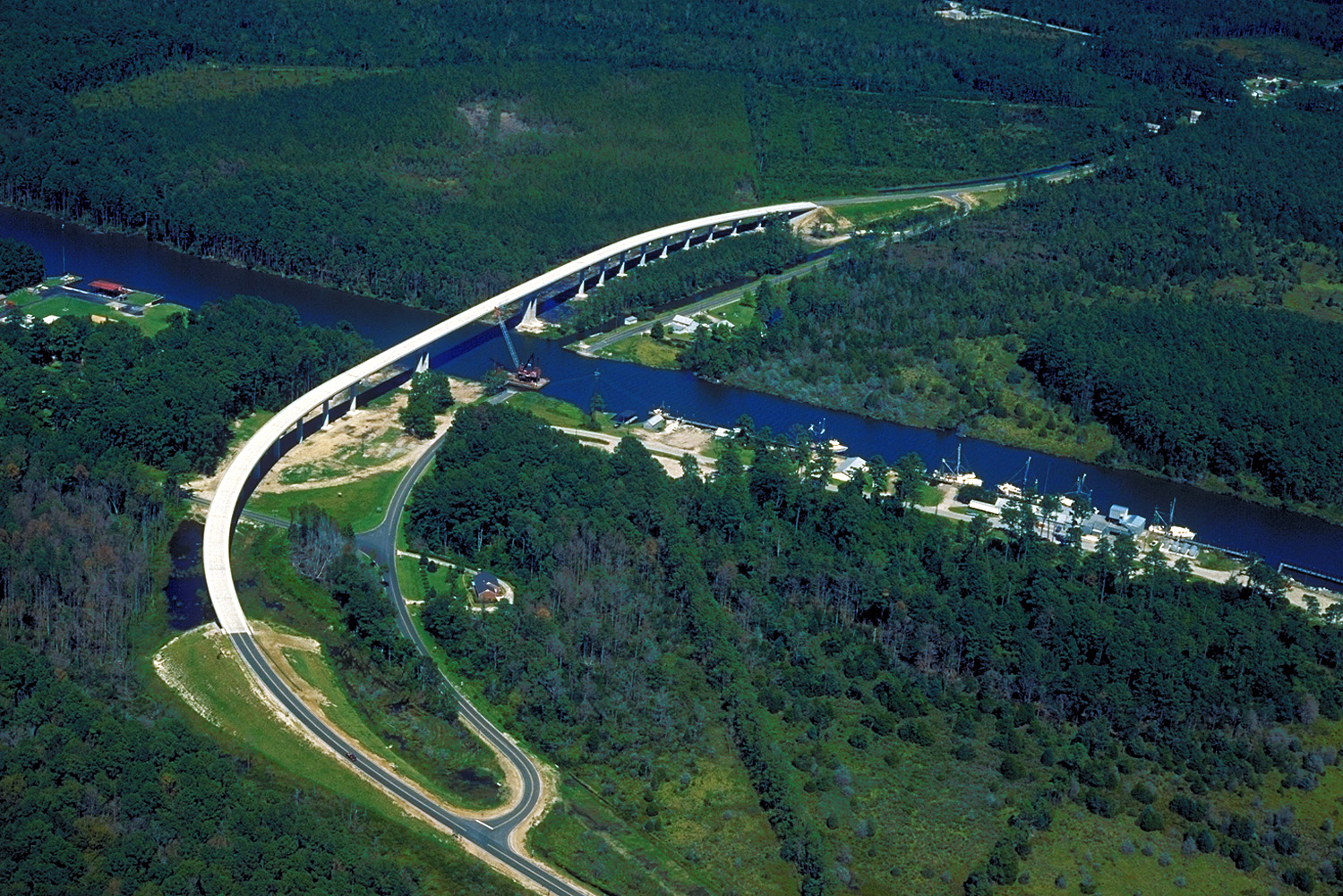
Une section de l'Intracoastal Waterway dans le comté de Pamlico en Caroline du Nord. Le pont Hobucken Bridge enjambe le canal.
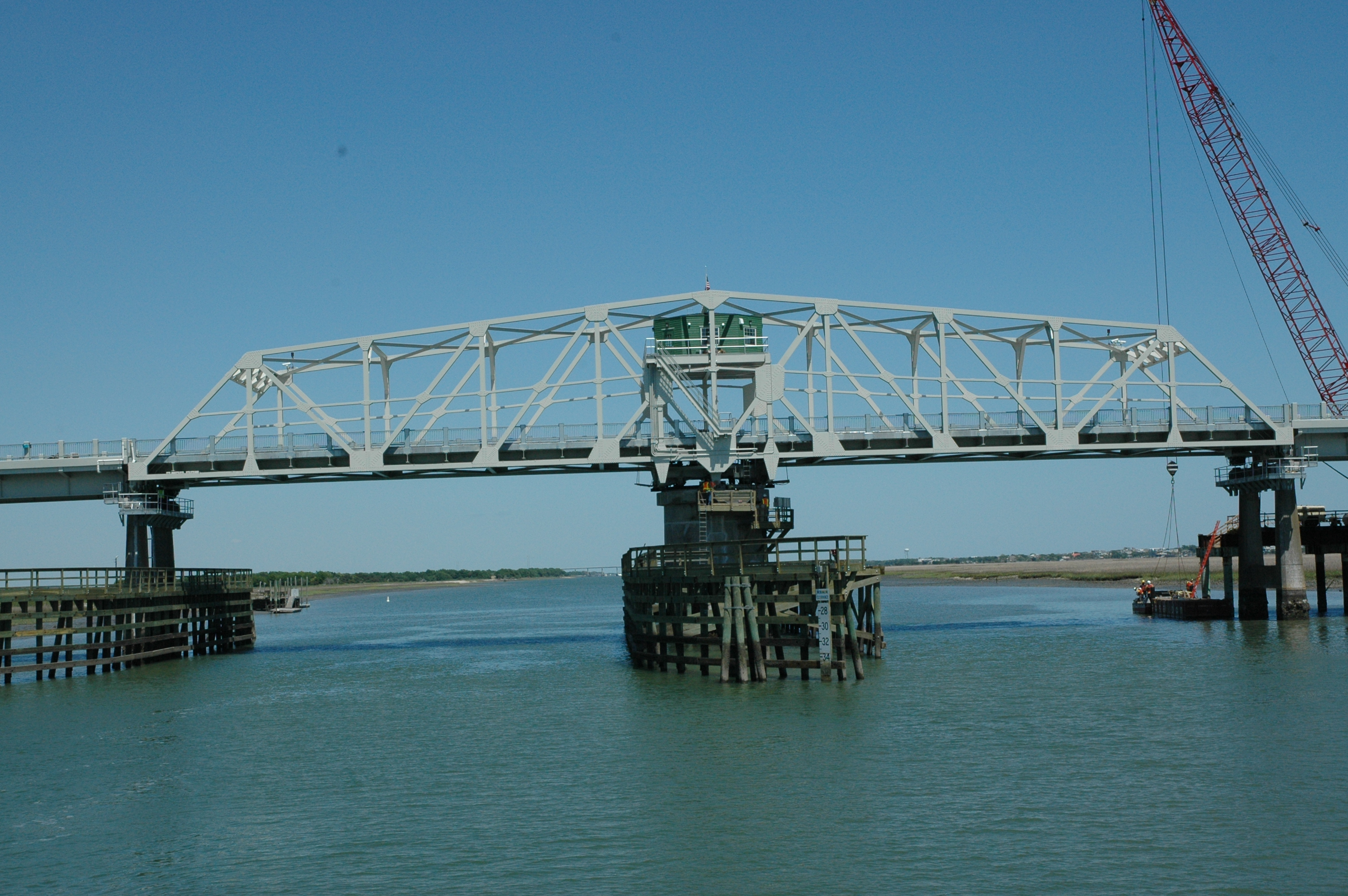
Le pont Ben M. Sawyer Memorial Bridge franchissant le Waterway.